# Ministère de l'Environnement (Espagne)
Le ministère de la Transition écologique et du Défi démographique (en espagnol : Ministerio para la Transición Ecológica y el Reto Demográfico) est le département ministériel responsable de la protection de l'environnement, de l'énergie et de la lutte contre l'exode rural en Espagne.
Il est dirigé, depuis le 25 novembre 2024 par l'indépendante Sara Aagesen.

## Missions

### Fonctions
Le ministère de la Transition écologique est responsable de la proposition et de l'exécution des politiques gouvernementales dans les domaines de l'énergie et de l'environnement pour la transition vers un modèle productif plus écologique. Il est également responsable de l'élaboration de la stratégie et de la politique du gouvernement en matière de défi démographique et de lutte contre le dépeuplement.

### Organisation
Le ministère de la Transition écologique et du Défi démographique s'organise de la manière suivante, :
- ministre de la Transition écologique et du Défi démographique
  - secrétariat d'État à l'Énergie
    - direction générale de la Politique énergétique et des Mines
    - direction générale de la Planification et de la Coordination énergétique

  - secrétariat d'État à l'Environnement
    - direction générale de l'Eau
    - bureau espagnol du Changement climatique
    - direction générale de la Qualité et de l'Évaluation environnementale
    - direction générale du Littoral et de la Mer ;
    - direction générale de la Biodiversité, des Forêts et de la Désertification ;

  - secrétariat général du Défi démographique
    - direction générale des Politiques contre le dépeuplement

  - sous-secrétariat de la Transition écologique et du Défi démographique
    - secrétariat général technique
    - direction générale des Services

  - commissaire pour les Énergies renouvelables, l'Hydrogène et le Stockage
  - commissaire du Cycle de l'eau et de la Restauration des écosystèmes
  - commissaire pour l'Économie circulaire

## Histoire
En 1978, la politique de l'environnement, dépendante du ministère des Travaux publics et de l'Urbanisme (Ministerio de Obras Públicas y Urbanismo), est élevée au rang de sous-secrétariat de l'Environnement et de l'Aménagement du territoire (Subsecretaría de Medio Ambiente y Ordenación del Territorio). Le sous-secrétariat est supprimé en 1982, au profit du sous-secrétariat des Travaux publics et de l'Urbanisme (Subsecretaría de Obras Públicas y Urbanismo), qui récupère en effet la tutelle sur la direction générale de l'Environnement.
La protection de l'environnement retrouve un niveau plus élevé de préoccupations dans les années 1990. En 1990, la politique environnementale est de nouveau élevée au rang de sous-secrétariat, mais avec le titre de secrétariat général. À peine un an plus tard, à la suite de la fusion du ministère des Travaux publics et du ministère des Transports, le secrétariat d'État aux Politiques de l'eau et à l'Environnement (Secretaría de Estado para la Políticas de Agua y el Medio Ambiente) est créé, prenant le titre de secrétariat d'État à l'Environnement et au Logement (Secretaría de Estado de Medio Ambiente y Vivienda) en 1993, alors que le ministère lui-même devient le ministère des Travaux publics, des Transports et de l'Environnement (Ministerio de Obras Públicas, Transportes y Medio Ambiente).
Après les élections générales de 1996, le nouveau gouvernement de José María Aznar décide de la création d'un ministère de l'Environnement (Ministerio de Medio Ambiente). Il existe douze années durant, étant supprimé en 2008 pour fusionner avec le ministère de l'Agriculture dans le ministère de l'Environnement et du Milieu rural et marin (Ministerio de Medio Ambiente y Medio Rural y Marino).
Le ministère est recréé en 2018 par le socialiste Pedro Sánchez après sa victoire lors de la motion de censure contre Mariano Rajoy.

## Titulaires à partir de 1996
| Nom | Nom                                             | Dates du mandat | Dates du mandat | Parti | Gouvernement(s)      |
| --- | ----------------------------------------------- | --------------- | --------------- | ----- | -------------------- |
| | Isabel Tocino                                   | 06/05/1996      | 28/04/2000      | PP    | Aznar I              |
| | Jaume Matas                                     | 28/04/2000      | 03/03/2003      | PP    | Aznar II             |
| | Elvira Rodríguez                                | 03/03/2003      | 18/04/2004      | PP    | Aznar II             |
| | Cristina Narbona                                | 18/04/2004      | 14/04/2008      | PSOE  | Zapatero I           |
| |                                                 |                 |                 |       |                      |
| | Teresa Ribera (Vice-présidente du gouvernement) | 07/06/2018      | 25/11/2024      | PSOE  | Sánchez I, II et III |
| | Sara Aagesen (Vice-présidente du gouvernement)  | 25/11/2024      | En fonction     | Sans  | Sánchez III          |
| Dans l’intervalle entre deux mandats, le ministre sortant assure l’intérim. Titres successifs : - Depuis 2020 : Transition écologique et Défi démographique |                                                 |                 |                 |       |                      |

## Identité visuelle (logotype)

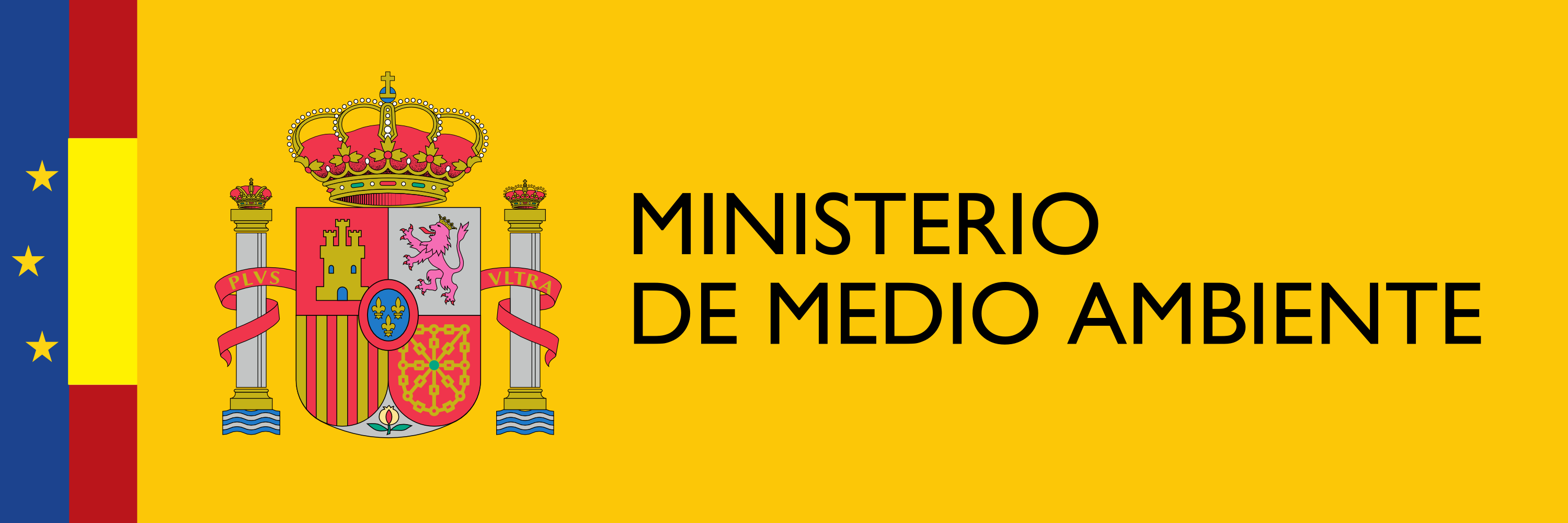
Logo du ministère de l'Environnement entre 1996 et 2008.
Logo du ministère de la Transition écologique entre 2018 et 2020.
Logo du ministère de la Transition écologique et du Défi démographique depuis 2020.